# Peristeri BC
Peristeri BC, o Gymnastikos Syllogos Peristeriou KAE (en griego: Γ.Σ. Περιστερίου), es un equipo de baloncesto griego con sede en Peristeri, una ciudad de Atenas Occidental, que disputa la competición de la A1 Ethniki. Fue fundado en 1971. 

## Historia
Treas su fundación, en 1971, compite en categorías inferiores hasta que en 1983 consigue el campeonato de segunda división, algo que repite en 1989, ascendiendo a la A1 Ethniki. Se convirtió en un equipo competitivo, disputando en 7 ocasiones la Copa Korac, contando en su plantilla con jugadores como Marko Jarić, Milan Gurović, Michalis Pelekanos o Alphonso Ford.
En 2001, liderados por Ford, acaban en la segunda posición de la liga regular del campeonato griego, disputando la Euroliga dos temporadas consecutivas. En 2004 el equipo descendió a la segunda división debido a problemas financieros, regresando a la máxima competición de Grecia en 2009, tras proclamarse campeón de la A2 Ethniki.

## Palmarés
Campeón de la A2 Ethniki (1983, 1989, 2009)

## Jugadores históricos
| - Michalis Pelekanos - - Michael Bramos - - Aleksey Savrasenko - - Milan Gurović - - Marko Jarić - - Franko Nakić - Santi Abad - Audie Norris - Ferran Martínez | - José Lasa - Lance Berwald - Randy White - Alphonso Ford - Gary Grant - Buck Johnson - Pete Mickeal - Priest Lauderdale |